# 野口たくお
野口たくお（のぐち たくお、1968年〈昭和43年〉10月4日 - ）は鹿児島県を拠点に活躍する日本の男性ローカルタレントで、MBCタレントの一員である。鹿児島県日置郡松元町出身。血液型はA型。当初は本名の漢字表記である野口 拓男として活動していたが、2007年（平成19年）より名称を「拓男」から平仮名の「たくお」に変更。

## 略歴
日置郡松元町出身。実家は鹿児島市の下町である上町（）地区で営業していた串焼き居酒屋「ロッキー」。鹿児島市立大龍小学校、鹿児島市立清水中学校、鹿児島県立鶴丸高等学校卒業。学生時代にMBCラジオ「チェストいけヤング」お笑いコンテストでグランプリを獲得、その後谷村新司の青春キャンパスの地元キャンパススタッフとしてMBCに出入りしアナウンサーの采野吉洋と共に仕事をする。高校卒業後は、東京の建設現場で働き、現場監督にならないかと評価される働きっぷりだったものの退職し、地元へ戻り実家のロッキーをたまに手伝いつつ無職でプラプラしていたときに、釆野から「思い出作りで1回タレントをやってみるか」と誘われ、MBCタレントになる。当初は喋りも下手だったが、釆野や先輩タレントの猪俣睦彦から指導を受け成長。
男闘呼組の前田耕陽は野口の母方の親戚で同い年であるため、子供の頃は夏休みのときに鹿児島市へ来た前田と一緒に遊んでいたほか、鹿児島県で実施された前田の芝居や鹿児島市で実施された男闘呼組の公演などにも出演している。
熱烈な巨人ファン。高校卒業後、数年間を東京の西日暮里周辺で過ごしていた。体系は太めだが、一時はダイエットに成功していた。公式ブログは、稀に野口の妻が執筆することもある。
株式会社NEOのCMで、榮德多賀子と共演している鹿児島ローカルバージョンのCMは、2020年（令和2年）5月にNEOの熊本支店が開設した事に伴い、台詞を薩摩弁のアクセントから熊本弁かつ標準語アクセントに差し替えて熊本放送でも放映されていた。それ以降に製作された野口単独出演のバージョンも、熊本県内では標準的なアクセントに差し換えて放送している。

## 出演番組
テレビ（レギュラー）
- てゲてゲ

テレビレポーター（不定期）
- どーんと鹿児島

ラジオ（レギュラー）
- 青だよ!たくちゃん!←ズバッ@RADIO〜青だよ!たくちゃん!〜
- こげなこっかあいもした（かみたつお　役）
- しげちゃん・たくPのチェストいけ！オンジョ‼︎
- さつまお笑い劇場

### 過去に出演した番組
テレビ
- おはよう!グッデイかごしま[注釈 6]
- ヒルタク（冠番組）
- ウォッチ!かごしま（エンタメ情報MC）
- 生deココ[注釈 6]
- mixx
- ズバッと!鹿児島（土曜日）
- アグレッシブですけど、何か?（広島ホームテレビ。2010年11月22日、11月29日、12月6日放送の「第4回ローカルMCサミット」[注釈 7]）
- 週刊1チャンネル（2019年4月-2023年9月30日、MC[注釈 8]）
- 旅人検視官 道場修作 第3弾 鹿児島県・指宿温泉殺人事件（2024年12月7日、BS日テレ） - そば茶屋 吹上庵 店員 役[15]

ラジオ
- 青春キャンパス
- 知覧茶園の深蒸し茶お届け隊
- 城山スズメ
- 初めてケータイ何でも相談（城山スズメ内、水曜日）
- ラジ通
- 日曜ワイド竹丸・知子のみなみなサンデー（1999年4月 - ）
- たくちゃんの黒酢で元気！
- 教えて！たくちゃん

## CM
鹿児島県内のみで放映されるCMへの出演が多いが、鹿児島県外の企業による起用、あるいは南九州の熊本県と宮崎県を含めた3県で放送されるものもある。
ラジオスポットCM
- いわさきコーポレーション・種子屋久フェリー
- JUカーパーク
- ドコモショップ天文館店グループ
- 野口たたみ工業
- 佛壇の古屋鋪
- 飲酒運転撲滅キャンペーン（鹿児島県）

テレビCM
- 福山黒酢『かくいだMy黒酢』
- 佛壇の古屋鋪[注釈 9]
- 南九州ファミリーマートの『いちきポンカレー』
- 山形屋の紳士服特売（2006年秋）
- 寿福石材店
- 仁田尾の知覧茶園
- 鹿児島県畳工業組合
- MBC関連企業（JUカーパーク、MBCメディアホール、MBCハウジングフェア、MBC国分住宅展）
- 山口の救骨さん[注釈 10]
- 大塚製薬、アサヒビール、HONDA Carsの鹿児島ローカル期間限定キャンペーンCM
- 鹿児島県定期健康診断 - 2009年[注釈 11]
- 株式会社NEO[注釈 12]

## 連載
- 拓ちゃんの明るい悩みの相談室（2002年4月 - 、南日本新聞夕刊）

## その他
- 花火大会の花火デザインやコンセプトをプロデュース（2006年）
- 鹿児島県内の各種店舗で一日店長等を歴任。
- 桂竹丸主催の「ふく福寄席」で年に数回出演し、落語に挑戦。
- ローカルパフォーマンスグループ「ズンダレ5」の一員